# Чегет

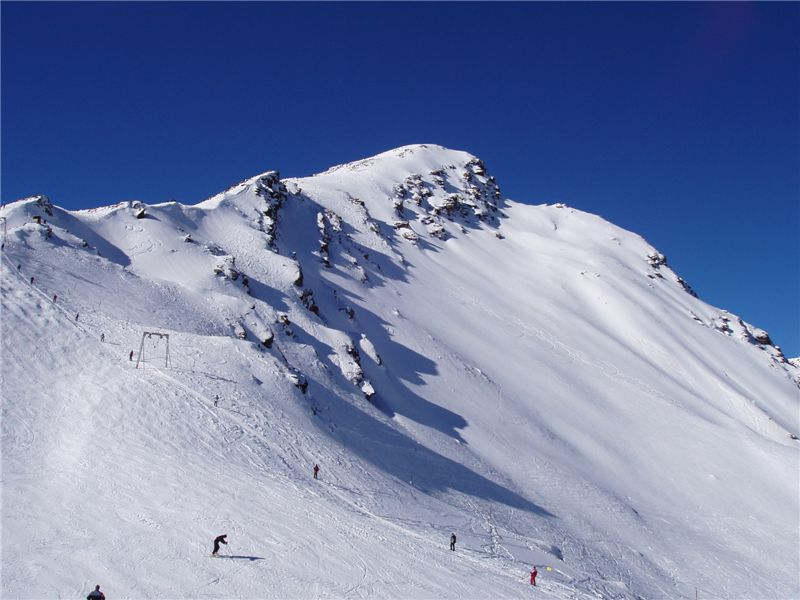

Чеге́т — гора Кавказу висотою 3650 м, поблизу Ельбрусу, популярне місце туризму і центр гірськолижного спорту. Розташована в республіці Кабардино-Балкарія, Російська Федерація.
|  | 1-ша черга «Чегет-1» — однокрісельна і двокрісельна канатні дороги (до кафе «Ай»), довжина траси 1600 м, перепад висот 650м |
|  | 2-га черга «Чегет- 2» — канатно-крісельна дорога (від кафе «Ай»), довжина траси 900 м, перепад висот — 500 м.               |
|  | 3-тя черга — бугель, перепад висот — 70 м.                                                                                  |

З Чегету видна панорама на Баксанську ущелину, селище Терскол, гору Ельбрус і на Донгуз-Орун, Когутаї та Накру.
На висоті 2719 м розташоване кафе «Ай» і оглядовий майданчик.